# Adnane Tighadouini
Adnane Tighadouini (Ede, 30 november 1992) is een Nederlands-Marokkaans voetballer die als middenvelder of aanvaller speelt. Tighadouini debuteerde in 2015 in het Marokkaans voetbalelftal.

## Carrière

### Vitesse
Tighadouini speelde in de jeugd bij Ede en Blauw Geel '55 voor hij in 2003 in de jeugdopleiding van Vitesse (vanaf 2005 Vitesse/AGOVV Voetbal Academie) kwam. Hij maakte op 24 april 2011 zijn debuut in het eerste van Vitesse in de uitwedstrijd tegen FC Utrecht als invaller voor Davy Pröpper. Bij dit debuut maakte hij zijn eerste doelpunt in het betaald voetbal.

### Verhuurd
In het seizoen 2011/12 maakte Tighadouini nog deel uit van de selectie van Jong Vitesse, maar in de seizoenen hierna behoorde hij buiten de verhuurperiodes tot de selectie van het eerste elftal van Vitesse. In januari 2012 werd hij tot het einde van het seizoen verhuurd aan FC Volendam. Eind augustus 2012 werd Tighadouini opnieuw verhuurd, waardoor hij in het seizoen 2012/13 uitkwam voor SC Cambuur. Met Cambuur werd hij in 2013 kampioen van de Eerste divisie

### NAC Breda
In de eerste helft van het seizoen 2013/14 kwam Tighadouini bij Vitesse niet aan spelen toe door verschillende blessures. Op 3 januari 2014 stapte hij over naar NAC Breda, waar hij tekende voor drieënhalf seizoen. Tighadouini maakte zijn debuut voor NAC op 18 januari 2014 in de uitwedstrijd tegen AZ. In de thuiswedstrijd tegen Roda JC Kerkrade op 8 februari 2014 maakte hij zijn eerste doelpunt voor NAC. Tighadouini speelde twee seizoenen bij NAC, waarin hij 42 competitiewedstrijden speelde (vijftien doelpunten) en zevenmaal in actie kwam in het bekertoernooi (twee doelpunten). Met NAC degradeerde hij aan het einde van het seizoen 2014/15 uit de Eredivisie.

### Málaga
In juli 2015 tekende Tighadouini een contract voor vijf seizoenen bij Málaga CF, de nummer negen van de Primera División in het voorgaande seizoen. In januari 2016 werd hij verhuurd aan Kayserispor.

### Terug bij Vitesse
Op 30 augustus 2016 keerde Tighadouini terug bij Vitesse. De aanvaller werd voor één jaar gehuurd van Málaga CF, waarbij Vitesse een optie tot koop bedong. Tevens won hij met Vitesse in 2017 in de bekerfinale met 2-0 van AZ. Hij verving in dit duel in de 73e minuut Nathan Allan de Souza. Door dit resultaat won de club voor het eerst in haar 125-jarig bestaan de KNVB Beker.

### FC Twente
Málaga verhuurde Tighadouini in augustus 2017 nogmaals voor een jaar, ditmaal aan FC Twente. Dat bedong daarbij ook een optie tot koop. Hij maakte op 10 september zijn debuut voor FC Twente, in de met 1-0 verloren wedstrijd tegen Sparta Rotterdam. Op 20 september maakte hij in de KNVB Bekerwedstrijd tegen ONS Sneek zijn eerste treffer voor FC Twente. Met Twente degradeerde hij uit de Eredivisie en de optie werd niet gelicht. Hierdoor keerde hij terug bij Málaga dat ondertussen uit de Primera División gedegradeerd was.

### Esbjerg fB, Al Kharaitiyat en Maghreb Fez
In het seizoen 2018/19 speelde hij op huurbasis voor Esbjerg fB in Denemarken.  Hij werd in september 2019 transfervrij nadat hij zijn contract bij Málaga liet ontbinden. In februari 2020 ging hij in Qatar spelen voor Al Kharaitiyat, dat uitkomt in de Qatargas League. In november 2020 ging hij in Marokko voor Maghreb Fez spelen. Vanwege een COVID-19-besmetting zat hij vervolgens acht maanden aan de kant. Hij trainde kort mee bij Vitesse maar moest afhaken na een nieuwe COVID-besmetting. Medio 2022 ging hij weer in training.

## Clubstatistieken
| Seizoen        | Club           | Competitie       | Competitie | Competitie | Beker | Beker | Internationaal | Internationaal | Overig | Overig | Totaal | Totaal |
| Seizoen        | Club           | Competitie       | Duels      | Goals      | Duels | Goals | Duels          | Goals          | Duels  | Goals  | Duels  | Goals  |
| -------------- | -------------- | ---------------- | ---------- | ---------- | ----- | ----- | -------------- | -------------- | ------ | ------ | ------ | ------ |
| 2010/11        | Vitesse        | Eredivisie       | 2          | 1          | 0     | 0     | –              | –              | –      | –      | 2      | 1      |
| 2011/12        | Vitesse        | Eredivisie       | 1          | 0          | 0     | 0     | –              | –              | 0      | 0      | 1      | 0      |
| 2011/12        | → FC Volendam  | Eerste divisie   | 9          | 2          | 0     | 0     | –              | –              | –      | –      | 9      | 2      |
| 2012/13        | → SC Cambuur   | Eerste divisie   | 22         | 7          | 3     | 0     | –              | –              | –      | –      | 25     | 7      |
| 2013/14        | NAC Breda      | Eredivisie       | 9          | 1          | 0     | 0     | –              | –              | –      | –      | 9      | 1      |
| 2014/15        | NAC Breda      | Eredivisie       | 33         | 14         | 3     | 1     | –              | –              | 4      | 1      | 40     | 16     |
| 2015/16        | Málaga         | Primera División | 10         | 1          | 2     | 0     | 0              | 0              | –      | –      | 12     | 1      |
| 2015/16        | → Kayserispor  | Süper Lig        | 7          | 0          | 0     | 0     | 0              | 0              | –      | –      | 7      | 0      |
| 2016/17        | → Vitesse      | Eredivisie       | 25         | 3          | 6     | 4     | –              | –              |        |        | 32     | 7      |
| 2016/17        | → Jong Vitesse | Tweede divisie   | 1          | 0          | –     | –     | –              | –              |        |        | 1      | 0      |
| 2017/18        | → FC Twente    | Eredivisie       | 24         | 2          | 3     | 2     | –              | –              |        |        | 27     | 4      |
| 2018/19        | Esbjerg FB     | Superligaen      | 17         | 4          | 2     | 1     | 0              | 0              | 0      | 0      | 19     | 5      |
| Carrièretotaal | Carrièretotaal | Carrièretotaal   | 160        | 35         | 19    | 8     | 0              | 0              | 4      | 1      | 183    | 44     |

Bijgewerkt op 23 juli 2021.

## Erelijst
Met  Vitesse
| Competitie         | Winnaar | Winnaar | Runner-up | Runner-up |
| Competitie         | Aantal  | Jaren   | Aantal    | Jaren     |
| ------------------ | ------- | ------- | --------- | --------- |
| Nationaal          |         |         |           |           |
| Winnaar KNVB Beker | 1×      | 2016/17 |           |           |